# Talpioti esküvői szerencsétlenség
A talpioti esküvői szerencsétlenség vagy a versailles-i esküvői teremben történt katasztrófa (héberül: אסון אולמי ורסאי) Jeruzsálem Talpiot nevű külvárosában állt épület harmadik emeletén található bálteremben történt tömegszerencsétlenség 2001. május 24-én. A katasztrófa oka, hogy a rosszul megépített emelet nem bírta el az ott tartózkodó mintegy 700 vendég keltette terhelést, ezért este 22:43-kor beszakadt és egészen a földszintig zuhant. A jelenlevők közül 380-an megsérültek, 23-an pedig meghaltak.
2010-ig ez volt a modernkori Izrael történelmének legsúlyosabb polgári katasztrófája. A vizsgálatok és az azt követő eljárás hét embert, köztük az épület tervezőjét és tulajdonosait bűnösnek mondta ki gondatlanság és mulasztás miatt.

## A helyszín

### Az épület hibái
A Versailles-i bálterem helyéül szolgáló épület Éliás (Éli) Ron izraeli mérnök tervei alapján készült, aki még az 1970-es években szabadalmaztatta a Pell-Kal elnevezésű módszert.
A Pell-Kal egy olcsóbb és könnyebb megoldást kínált a mennyezetek építésére. Alapelve, hogy a beton belsejében horganyzott, bordázott acélkazettákat használnak megerősítő acélrudak helyett, míg a mennyezeten vékony betonréteg van. A kazetták nyílása ilyenkor lefelé néz, közöttük pedig üres teret hagynak. A beton a kazetták közé, illetve azok fölé kerül, így a mennyezeten belül légüres tereket alkot, miközben elegendő statikus vastagságot is biztosít. A horganyzott acél zsaluzatként működik, illetve megerősítésként is szolgál a hajlítás ellen. Néhány nem szabványosan kivitelezett Pell-Kal típusú mennyezetben a kazettákat kengyelekkel helyettesítették. A horganyzott acél szerepe leginkább abban volt, hogy jobb tapadást biztosítson közte és a beton között.
Az évek során négy altípust fejlesztettek ki a Pell-Kal módszerhez. A harmadik és negyedik változatban már mellőzték a megerősítő kengyeleket. Ettől viszont az így épített mennyezetek veszélyesekké váltak, annál is inkább, mert a kazetták az erőbehatásoknak nem tudtak ellenállni, mint a kengyelek. Ráadásul a vékony betonréteghez a kazetták is gyengén illeszkedtek. A betonréteg teherbírása meglehetősen lecsökkent a kazetták beépítésével, az üres terek ugyanakkor megkönnyítették a víz beszivárgását is, ami korróziót idézett elő. Elég volt ráadásul csak néhány órás eltérés a különböző betonrétegek betöltése között, hogy az elsőként beöntött réteg egy gyenge pontot képezzen.

## Az esküvő
A tragédia napján Azaf (Aszi) Dror és menyasszonya, Keren Joszef lakodalmát ünnepelték a harmadik emeleten levő teremben. Az ünnepre hat hónapig készültek. Az eseményen 700 vendég tette tiszteletét. David Amromin volt az operatőr, aki rögzítette az eseményt, s az általa készített felvételeknek később fontos szerepük lett.

## A tragédia
A vendégek a szertartást követően a parkettre léptek és Szárít Chadád egyik számára táncoltak. Amromin, az operatőr 20 cm-el arrébb állva a táncoló tömegtől filmezte őket. Aztán egyik pillanatról a másikra a padló beszakadt a táncolók alatt, százakat rántva le. Amromin nem volt köztük, s bár sokkos állapotba került a látványtól, de a készüléke bekapcsolva maradt és szinte pontosan rögzítette a tragédia pillanatait. A felvételeken egyértelműen látható, hogy a kollapszus olyan hirtelen, váratlanul és bármilyen észlelhető előzmény nélkül következett be, hogy a jelenlevőknek alig volt idejük bármiféle reakcióra.

## Mentési munkálatok
A rendőrség, a mentők, a katasztrófavédelem és speciális kutató-mentő egységek vonultak ki a szerencsétlenség színhelyére. Eleinte csak kézierővel tudtak dolgozni, nem mertek munkagépeket és más, nagyobb eszközöket bevetni, minthogy nem voltak biztosak az épület statikai állapotát illetően. A leszakadó harmadik emelet áttörte a két alsót is, így számos tartóelem szenvedett komoly sérülést.

## Áldozatok és sérültek

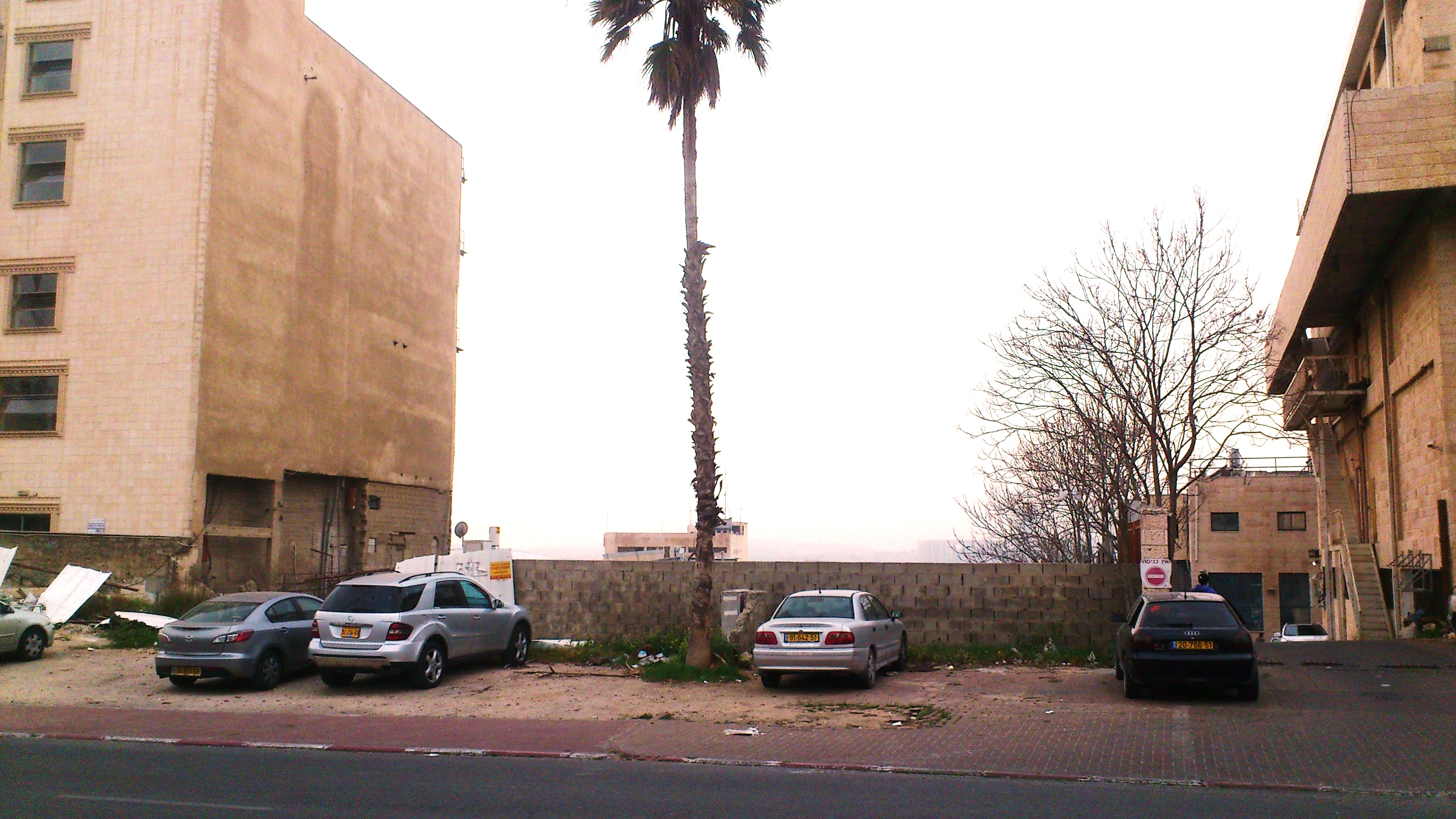
Az elbontott épület helyszíne 2015-ben

A 16 órás mentési munkálatok során három túlélő került elő a romok alól és 23 holttestet találtak. Mintegy 380 ember sérült meg a katasztrófában, közülük 130-an kerültek intenzív osztályra. Bár voltak hírek, amelyek szerint az ifjú pár is az áldozatok között volt, valójában mindketten túlélték a szerencsétlenséget: a súlyosan sérült Aszi saját maga mentette ki a menyasszonyát, aki medencealapi sérüléseket szenvedett, ezért később több műtéti beavatkozáson kellett átesnie. Aszi nyolcvanéves nagyapja ugyanakkor életét vesztette az omlásban, akárcsak az egyik hároméves unokatestvére is.

## Nyomozás és vádemelés
Az Amromin készítette felvételek bejárták a korabeli világsajtót. Bár az esküvő idején már javában zajlott a második intifáda, de a hatóságok már az elején egyértelműen kizárták a terrorcselekmény lehetőségét. Semmilyen jel nem utalt erre később sem, valamint a szemtanúk és túlélők vallomásaikban is elmondták, hogy a észleltek semmi szokatlant a lakodalom előtt vagy az alatt. Az azonban kiderült, hogy a vendég és már jóval korábban a tulajdonosok is megereszkedéseket láttak a padlón. Mivel a terem már sokszor adott helyt rendezvényeknek (így számos esküvőnek), ezért senki sem aggódott, az épületet ezért biztonságosnak vélték.
A szerencsétlenségről hosszan értekezett a Yedioth Ahronoth című izraeli lap is: Szlomó Abramovics újságíró a lap mellékleteiben más hasonló eseteket vizsgált.
Az első vizsgálat arra a megállapításra jutott, hogy a mennyezeti omlásért a Pell-Kal módszer tehető felelőssé. Az épület meghibásodott oldalát először csak kétemeletesnek tervezték, míg a másik oldal lett volna háromemeletes. Az építési folyamat végén döntöttek a tervmódosításról, hogy egyenlő magasságúvá építik ki mindkét szárnyat. A rövidebb, ráadásul hibás oldal fölé került még egy emelet, ahol a Versailles-i termet is berendezték, ezért a terhelése az emeletet tartó szerkezetnek sokkal nagyobb volt, mint amire eredetileg tervezve lett. A hibát az alatta lévő padlón válaszfalak építésével próbálták korrigálni, amelyek segítettek a felesleges terhelés újraelosztásában úgy, hogy ne keletkezzen kár. Mégis néhány héttel az esküvő előtt az épület tulajdonosai úgy döntöttek, hogy ezeket a válaszfalakat eltávolítják, amelynek eredménye a felső padló több cm-rel történő megereszkedése lett. Ezt csupán habarccsal és újabb töltéssel próbálták kiegyenlíteni, mely nem növelte az épület szerkezeti kapacitását, sőt a gyenge pontokon holtterhelést okozott.
Éli Ront a rendőrség őrizetbe vette és gondatlanságból elkövetett emberölésért 2002-ben vád alá helyezték.

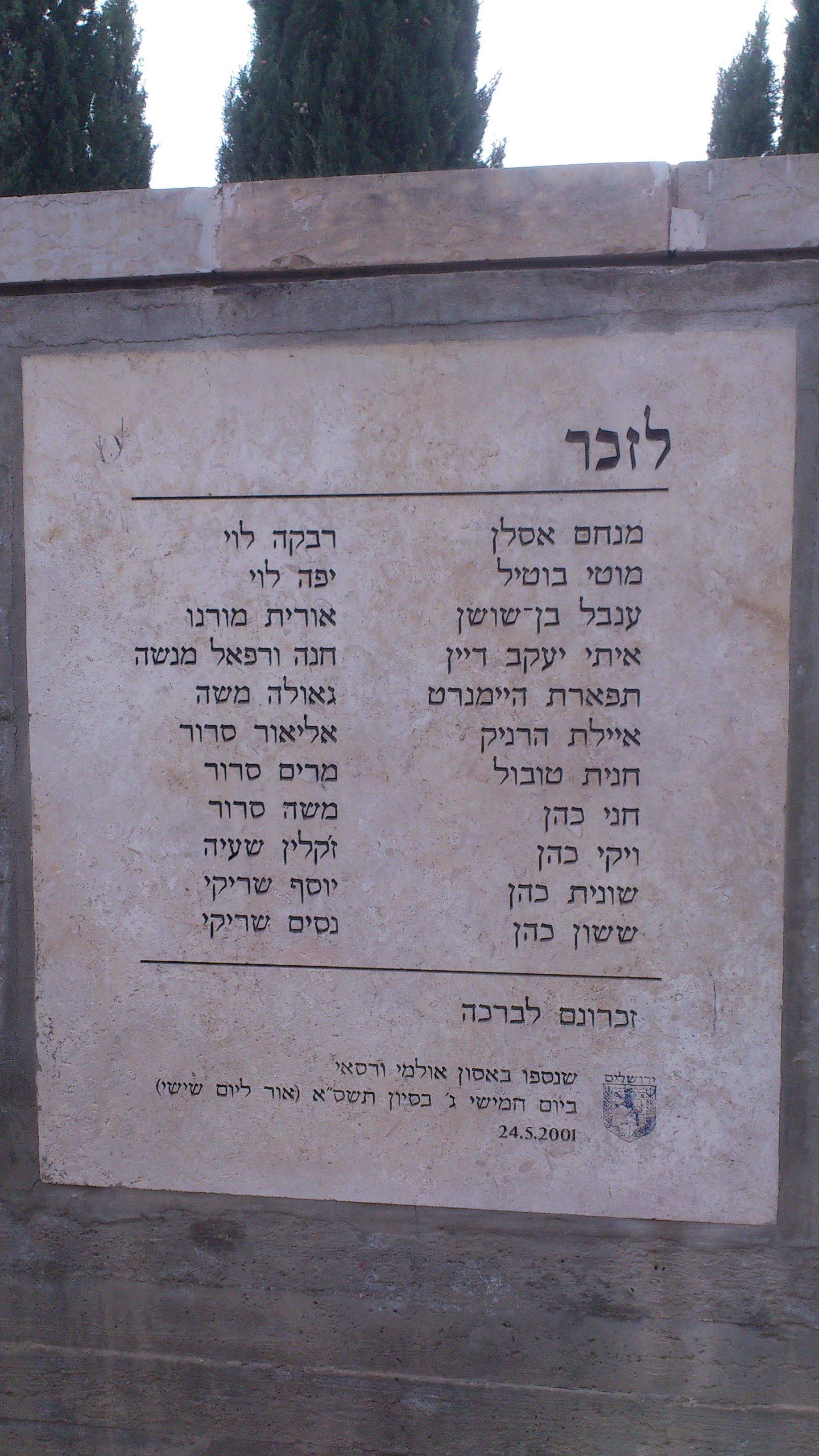
Az áldozatok neveit felsoroló emlékfal

Az Aríél Sárón vezette akkori kormány és a Kneszet a tragédia hatására fogadott el egy határozatot, amelyet Versailles-törvény-nek neveznek Izraelben. Sárón döntése nyomán vizsgálóbizottság ült össze, amely nemcsak a talpioti tragédiával foglalkozott, de a négy évvel korábbi tel-avivi Makkabeus-híd összeomlását is vizsgálta, amelynek négy külföldi halálos áldozata volt. A bizottság felmérést végzett, hogy az ország területén még hol lehetnek olyan balesetveszélyes épületek, amelyeket a Pell-Kal módszerrel építettek fel.
A bíróság 2004 októberében meghozta a döntést a talpioti szerencsétlenség ügyében: halált okozó gondatlanságért bűnösnek találták a Versailles-i terem három tulajdonosát, Ábrahám Aditot, Uri Niszimetet és Efraim Adivotot. Adit éd Adivot közel háromévnyi börtönbüntetést kapott, míg Niszimet büntetése négy hónap közmunka volt.
Éli Ron és három másik, az épület megtervezésében és építtetésében részt vevő mérnök (Simon Kaufman, Dániel Scheffer és Uri Pészah) ügyében elsőfokú ítélet 2006 decemberében született. A másodfokú eljárás lefolytatása után a jeruzsálemi kerületi bíróság 2007 májusában hozott jogerős ítéletet. Ron négy évet, Kaufman és Scheffer 22 hónapot, Pészah hat hónap börtönbüntetést kapott. Mindannyiukat gondatlanságban találták bűnösnek, továbbá abban, hogy elodázták a hibás szerkezetű épület kijavítását illetve kiépítését.
Az üggyel kapcsolatban más eljárások is indultak, mivel a Harel izraeli biztosító cég nem volt hajlandó kártérítést fizetni, arra hivatkozva, hogy a szerződésben nem volt szó ilyen típusú kárról. 2017-ben is indult a tragédiával kapcsolatban eljárás, amikor a jeruzsálemi önkormányzat 70 millió sékelre nyújtott be keresetet az áldozatok számára. Kártérítési pereket indítottak továbbá az izraeli szabadalmi hivatal ellen is a Pell-Kal módszer bejegyeztetése miatt.

## Emléke
Az épületet, ahol a tragédia bekövetkezett, mára elbontották. A közelben egy emlékkert van, ahol egy falra az áldozatok neveit írták fel.
Aszi és Keren ma már nem Izraelben élnek. A tragédiát követően az Egyesült Államokba emigráltak és jelenleg Miamiban van otthonuk.
Szárít Chadád énekesnő a tragédia hatására úgy döntött, hogy a dalt, amelyre a lakodalmas nép táncolt, többé nem énekli már el.

## Hasonló esetek
2023. szeptember 23-án az észak-iraki Karakosban egy keresztény esküvőn ütött ki tűz, amely 107 ember életét követelte. A tragédia oka, hasonlóan az izraeli esethez, a szakszerűtlenül megépített épület rendkívül tűzveszélyes szerkezetében volt keresendő, amely a lakodalmon használt pirotechnikai eszközöktől pillanatok alatt kapott lángra.
2009-ben, Kuvaitban, Al-Ajún településen gyulladt rá egy sátor az ünneplő násznépre, amely 57 ember halálát eredményezte. Ez a tragédia azonban már nem baleset, hanem szándékos gyújtogatás eredménye volt, amelyet féltékenységből adódó bosszú motivált.